# Förvaltningsdomstol (Finland)
En förvaltningsdomstol, finska hallinto-oikeus, är en allmän förvaltningsdomstol i lägsta instans i Finland. De motsvarar Sveriges förvaltningsrätter och ersatte de tidigare länsrätterna.

## Administrativ indelning
Förvaltningsdomstolarnas domkretsar motsvarar indelningen av Finland i landskap. Varje domkrets omfattar 1–3 landskap.

## Ärenden hos förvaltningsdomstolar
Ärenden från kommunala myndigheter överklagas normalt till förvaltningsdomstolar.

## Överklagande
I Finland finns förvaltningsdomstolar i två instanser. En dom i förvaltningsdomstolen kan i allmänhet överklagas till högsta förvaltningsdomstolen.

## Lista över förvaltningsdomstolar
- Helsingfors förvaltningsdomstol
- Norra Finlands förvaltningsdomstol
- Tavastehus förvaltningsdomstol
- Vasa förvaltningsdomstol
- Åbo förvaltningsdomstol
- Ålands förvaltningsdomstol
- Östra Finlands förvaltningsdomstol